# アメリカ・デ・カリ
アメリカ・デ・カリ（スペイン語: América de Cali S. A.）は、コロンビア第三の都市であるカリを本拠地とするサッカークラブである。単にアメリカ（América）と表記される場合もある。2025シーズンはカテゴリア・プリメーラAに所属。
アトレティコ・ナシオナル、ミジョナリオスに次いで、2020年終了時点で国内リーグ優勝15回を誇る強豪である。
コロンビア国内では、ミジョナリオスやアトレティコ・ナシオナルと並ぶビッグクラブである。

## 歴史
アメリカ・デ・カリの正式な創設日は1927年2月13日であるが、クラブとしての活動はそれ以前の1918年から始まっていた。当時、クラブの正式名称はまだ存在していなかった。そんな中、クラブ創設者がアルゼンチンのラシン・クルブに憧れていたことから、1926年頃にクラブ名称をラシン・クルブと決定し、ユニフォームもアルゼンチンのラシン・クルブを模した水色と白色の縦縞となった。
しかしその後、クラブの方向性の違いから、一部の若者グループがクラブから独立することになった。この分裂により、クラブ名をアメリカと改め、ユニフォームも赤色に変更した。チーム分裂後、最初の試合が行われた1927年2月13日をクラブ創設日としている。
1948年に創設された国内プロサッカーリーグに初年度から参加。
コパ・リベルタドーレスには1970年に初出場を果たした。同大会には2020年までに20回出場しており、最高位は1985年、1986年、1987年、1996年の準優勝である。同大会における3年連続準優勝は史上唯一の記録（2020年終了時点）である。

## ライバル

### デポルティーボ・カリ
同じカリを本拠地とするデポルティーボ・カリとの対戦は、クラシコ・バジェカウカーノ（Clásico Vallecaucano、バジェ・デル・カウカ県ダービー）またはクラシコ・カレーニョ（Clásico Caleño、カリダービー）と呼ばれる。最初の対戦は1931年の地域選手権の決勝で、カリFC（現デポルティーボ・カリ）が1-0でアメリカ・デ・カリに勝利した。コロンビア最古のダービーマッチである。

### ミジョナリオス
1980年代は、アメリカ・デ・カリがリーグ5連覇を達成するなど黄金期を迎えた。これにより、次第にミジョナリオスとアメリカ・デ・カリの対戦がスーペルクラシコ（Superclásico）と呼ばれるようになっていった。

### アトレティコ・ナシオナル
1990年代は、アメリカ・デ・カリとアトレティコ・ナシオナルの2強体制となったことから、両クラブの対戦はスーペルクラシコ（Superclásico）と呼ばれるようになった。

## タイトル

### 国内タイトル
- カテゴリア・プリメーラA（1948-）：14回
  - 1979, 1982, 1983, 1984, 1985, 1986, 1990, 1992, 1996-97, 2000, 2001, 2002前期, 2008後期, 2019後期, 2020

- カテゴリア・プリメーラB（1991-）：1回
  - 2016

### 国際タイトル
- コパ・メルコノルテ（1998-2001）：1回
  - 1999
- コパ・シモン・ボリバル（1970-1976）：1回
  - 1975

### 地域タイトル（アマチュア）
- Copa Centenario Batalla de Boyacá（1919）：1回
  - 1919

- Primera Categoría Departamental：7回
  - 1931, 1932, 1933, 1934, 1935, 1939, 1940

## 現所属メンバー
2025年2月7日現在
注：選手の国籍表記はFIFAの定めた代表資格ルールに基づく。
| No. | Pos. |            | 選手名                         |
| --- | ---- | ---------- | ------------------------------ |
| 1   | GK   | ベネズエラ | ジョエル・グラテロル           |
| 2   | DF   | コロンビア | ダニエル・ボカネグラ           |
| 3   | DF   | コロンビア | エデル・アルバレス・バランタ   |
| 4   | DF   | コロンビア | アンドレス・モスケラ           |
| 6   | DF   | コロンビア | クリスティアン・トバル         |
| 7   | MF   | コロンビア | クリスティアン・バリオス       |
| 8   | MF   | コロンビア | フアン・フェルナンド・キンテロ |
| 9   | FW   | ペルー     | ルイス・ラモス                 |
| 11  | FW   | コロンビア | ドゥバン・ベルガラ ()          |
| 12  | GK   | コロンビア | ホルヘ・ソト                   |
| 13  | DF   | コロンビア | マテオ・カスティージョ         |
| 14  | DF   | コロンビア | マルコス・ミナ                 |
| 15  | MF   | コロンビア | ラファエル・カラスカル         |
| 16  | FW   | コロンビア | ルイス・フェリペ・ゴメス       |
| 17  | MF   | コロンビア | ハン・ルクミ                   |

| No. | Pos. |              | 選手名                     |
| --- | ---- | ------------ | -------------------------- |
| 19  | MF   | コロンビア   | ルイス・アレハンドロ・パス |
| 21  | MF   | コロンビア   | セバスティアン・ナバーロ   |
| 22  | FW   | アルゼンチン | ロドリゴ・オルガド         |
| 23  | DF   | コロンビア   | ブライアン・メディーナ     |
| 24  | DF   | コロンビア   | ジャン・ペスターニャ       |
| 27  | GK   | ウルグアイ   | サンティアゴ・シルバ       |
| 28  | FW   | コロンビア   | ドミニク・エルナンデス     |
| 29  | FW   | コロンビア   | ジャンフランコ・ペーニャ   |
| 30  | DF   | コロンビア   | ブライアン・ベラ           |
| 31  | DF   | コロンビア   | オマール・ベルテル         |
| 32  | MF   | アルゼンチン | フランコ・レイス           |
| 33  | MF   | コロンビア   | ジョエル・ロメロ           |
| 35  | FW   | コロンビア   | ジョハン・ガルセス         |
| 92  | DF   | コロンビア   | ジェルソン・カンデロ       |
| -   | GK   | コロンビア   | ダビド・キンテロ           |

## 歴代監督
- アドルフォ・ペデルネラ 1977
- ペドロネル・オスピナ 1977
- ビクトル・ピグナネッリ 1978
- ガブリエル・オチョア・ウリベ 1979-1988
- ウンベルト・オルティス 1988
- ガブリエル・オチョア・ウリベ 1988-1991
- ディエゴ・エジソン・ウマーニャ 1992
- フランシスコ・マトゥラナ 1992-1993
- ディエゴ・エジソン・ウマーニャ 1993
- ウーゴ・ガレゴ 1994
- ペドロ・サルミエント 1994
- ディエゴ・エジソン・ウマーニャ 1994-1996
- ルイス・アウグスト・ガルシア 1996-1997
- ディエゴ・エジソン・ウマーニャ 1998
- ハイメ・デラ・パーヴァ 1998-2002
- ホセ・アルベルト・スアレス 2002
- フェルナンド・カストロ・ロザダ 2002-2003
- ホセ・アルベルト・スアレス 2004-2005
- リカルド・ガレカ 2005
- オトニエル・キンタナ 2005
- ルイス・アウグスト・ガルシア 2005
- エルナン・ダリオ・エレーラ 2006
- ベルナルド・レディン 2006
- ヘラルド・ゴンザレス・アキノ 2006-2007

- ロベルト・カバナス 2007
- オトニエル・キンタナ 2007
- ディエゴ・エディソン・ウマーニャ 2007-2009
- フアン・カルロス・グルエソ 2010
- ホルヘ・ベルムデス 2010
- アルバロ・アポンテ 2010-2011
- ウィルソン・ピエドラヒタ 2011
- エドゥアルド・ララ 2012
- ディエゴ・エディソン・ウマーニャ 2013
- ジョン・ハイロ・ロペス 2014
- サルバドール・スアイ 2014
- ルイス・アウグスト・ガルシア 2014-2015
- フェルナンド・ベラスコ 2015
- ホセ・アルベルト・スアレス 2015-2016
- エルナン・トーレス・オリベロス 2016-2017
- ホルヘ・ダ・シルバ 2017-2018
- ペドロ・フェリシオ・サントス 2018
- カルロス・フェルナンド・アスプリラ 2018
- ジェイソン・ゴンザレス 2018
- フェルナンド・カストロ・ロザダ 2018-2019
- ジェイソン・ゴンザレス 2019
- アレシャンドレ・ギラマエス 2019-2020
- フアン・クルス・レアル 2020-2021

## 歴代所属選手

### GK
- ラディスラオ・マズルケビッチ 1980
- フリオ・セサル・ファルシオーニ 1981-1989
- オスカル・コルドバ 1993-1997
- アウヴィーノ・ヴォルピ・ネト 2018,2019
- ホエル・グラテロル 2020-2022

### DF
- カルロス・イスチア 1986
- ホルヘ・ベルムデス 1991-1996
- アルレイ・ディナス 1991-1997

### MF
- ウィリントン・オルティス 1983-1988
- ロベルト・カバーニャス 1984-1987
- フレディ・リンコン 1990-1993
- リオネル・アルヴァレス 1992-95
- マルコ・エチェベリ 1995
- アウミール 1998
- ファビアン・バルガス 1998-2003
- ダビド・フェレイラ 2000-2005
- ファビアン・エスタイ 2005
- アルベルト・ロハス 2007

### FW
- フアン・マヌエル・バタグリア 1979-1989
- アントニー・デ・アビラ 1983-1987, 1988-1995 (クラブ最多得点)
- リカルド・ガレカ 1985-1988
- ハイロ・カスティージョ 1996-2000, 2001-2003, 2005
- ホセ・アルシデス・モレノ 2000-2004, 2005-2006, 2008